# Barravento
Barravento is een Braziliaanse dramafilm uit 1962 onder regie van Glauber Rocha.

## Verhaal
Firmino heeft gestudeerd in de hoofdstad, maar hij is teruggekeerd naar zijn geboortedorp om er de zwarte vissers te helpen. Hij en zijn vrienden moeten hard werken. Wanneer er op een dag rijke, blanke vissers voor de kust komen vissen met moderne boten, wordt Firmino woedend.

## Rolverdeling
| Acteur             | Personage |
| ------------------ | --------- |
| Antonio Pitanga    | Firmino   |
| Luíza Maranhão     | Cota      |
| Lucy Carvalho      | Naína     |
| Aldo Teixeira      | Aruã      |
| Lidio Silva Mestre |           |